# 王小宁 (1962年)
王小宁（1962年3月—），男，汉族，山西柳林人，中华人民共和国政治人物，现任天津市人大常委会副主任，曾任中共天津市武清区委书记，中共十九大代表。